# Кут (Черновицкая область)
Кут (укр. Кут) — село в Чагорской сельской общине Черновицкого района Черновицкой области Украины.
Население по переписи 2001 года составляло 439 человек. Почтовый индекс — 60416. Телефонный код — 3734. Код КОАТУУ — 7321083602.

## История
В 1946 г. Указом ПВС УССР село Котул-Бэнски переименовано в Кут.
До 2020 года входило в Глыбокский район